# Associazione Sportiva Fidelis Andria 1991-1992
Questa voce raccoglie le informazioni riguardanti l'Associazione Sportiva Fidelis Andria nelle competizioni ufficiali della stagione 1991-1992.

## Rosa
| N. |                   | Ruolo | Calciatore           |
| -- | ----------------- | ----- | -------------------- |
|    | Italia (bandiera) | D     | Fernando Argentieri  |
|    | Italia (bandiera) | C     | Roberto Cappellacci  |
|    | Italia (bandiera) | C     | Massimo Carlone      |
|    | Italia (bandiera) | A     | Alessandro Cicchetti |
|    | Italia (bandiera) | D     | Fabio Ercoli         |
|    | Italia (bandiera) | P     | Luigi Imparato       |
|    | Italia (bandiera) | A     | Vittorio Insanguine  |
|    | Italia (bandiera) | D     | Enrico Leoni         |
|    | Italia (bandiera) | A     | Francesco Lomonaco   |
|    | Italia (bandiera) | D     | Giuseppe Luceri      |

| N. |                   | Ruolo | Calciatore            |
| -- | ----------------- | ----- | --------------------- |
|    | Italia (bandiera) | A     | Francesco Macrì       |
|    | Italia (bandiera) | P     | Sergio Marcon         |
|    | Italia (bandiera) | C     | Fabrizio Mastini      |
|    | Italia (bandiera) | D     | Marco Mazzoli         |
|    | Italia (bandiera) | D     | Luca Monari           |
|    | Italia (bandiera) | C     | Gianluca Petrachi     |
|    | Italia (bandiera) | C     | Raffaele Quaranta (I) |
|    | Italia (bandiera) | D     | Roberto Ripa          |
|    | Italia (bandiera) | C     | Onelio Tavolieri      |

## Risultati

### Serie C1

#### Girone di andata
| 15 settembre 1991 1ª giornata | Acireale | 0 – 0 | Fidelis Andria |  |

| 22 settembre 1991 2ª giornata | Fidelis Andria | 1 – 0 | Reggina |  |

| 29 settembre 1991 3ª giornata | Giarre | 1 – 0 | Fidelis Andria |  |

| 6 ottobre 1991 4ª giornata | Fidelis Andria | 1 – 1 | Barletta |  |

| 13 ottobre 1991 5ª giornata | Fano | 2 – 2 | Fidelis Andria |  |

| 20 ottobre 1991 6ª giornata | Fidelis Andria | 3 – 2 | Monopoli |  |

| 27 ottobre 1991 7ª giornata | Siracusa | 2 – 1 | Fidelis Andria |  |

| 10 novembre 1991 8ª giornata | Fidelis Andria | 1 – 0 | Ischia Isolaverde |  |

| 17 novembre 1991 9ª giornata | Licata | 0 – 0 | Fidelis Andria |  |

| Arbitro: | Di Filippo (Chieti) |

|  |           |                    |
|  | Marcatori | 89’ Adolfo Sormani |

| 1º dicembre 1991 11ª giornata | Ternana | 2 – 0 | Fidelis Andria |  |

| 8 dicembre 1991 12ª giornata | Fidelis Andria | 1 – 0 | Salernitana |  |

| 15 dicembre 1991 13ª giornata | Sambenedettese | 0 – 2 | Fidelis Andria |  |

| 22 dicembre 1991 14ª giornata | Fidelis Andria | 1 – 0 | Casarano |  |

| 29 dicembre 1991 15ª giornata | Perugia | 0 – 0 | Fidelis Andria |  |

| 12 gennaio 1992 16ª giornata | Fidelis Andria | 1 – 0 | Catania |  |

| 19 gennaio 1992 17ª giornata | Chieti | 1 – 1 | Fidelis Andria |  |

#### Girone di ritorno
| 26 gennaio 1992 18ª giornata | Fidelis Andria | 0 – 0 | Acireale |  |

| 9 febbraio 1992 19ª giornata | Reggina | 2 – 0 | Fidelis Andria |  |

| 16 febbraio 1992 20ª giornata | Fidelis Andria | 0 – 0 | Giarre |  |

| 23 febbraio 1992 21ª giornata | Barletta | 1 – 1 | Fidelis Andria |  |

| 1º marzo 1992 22ª giornata | Fidelis Andria | 4 – 1 | Fano |  |

| 8 marzo 1992 23ª giornata | Monopoli | 1 – 1 | Fidelis Andria |  |

| 15 marzo 1992 24ª giornata | Fidelis Andria | 2 – 1 | Siracusa |  |

| 23 marzo 1992 25ª giornata | Ischia Isolaverde | 0 – 0 | Fidelis Andria |  |

| 5 aprile 1992 26ª giornata | Fidelis Andria | 1 – 1 | Licata |  |

| Nola 12 aprile 1992 27ª giornata | Nola              | 0 – 0 | Fidelis Andria | Stadio Comunale Piazza d'Armi (2500 spett.)\| Arbitro: \| Curotti (Perugia) \| |
| Arbitro:                         | Curotti (Perugia) |       |                |                                                                                |

| 18 aprile 1992 28ª giornata | Fidelis Andria | 1 – 0 | Ternana |  |

| 26 aprile 1992 29ª giornata | Salernitana | 1 – 1 | Fidelis Andria |  |

| 3 maggio 1992 30ª giornata | Fidelis Andria | 4 – 2 | Sambenedettese |  |

| 10 maggio 1992 31ª giornata | Casarano | 1 – 1 | Fidelis Andria |  |

| 17 maggio 1992 32ª giornata | Fidelis Andria | 2 – 0 | Perugia |  |

| 24 maggio 1992 33ª giornata | Catania | 3 – 1 | Fidelis Andria |  |

| 31 maggio 1992 34ª giornata | Fidelis Andria | 1 – 0 | Chieti |  |